# Inge Zaamwani-Kamwi
Inge Zaamwani-Kamwi (sinh ngày 11 tháng 11 năm 1958 tại Grootfontein, vùng Otjozondjupa) là một nữ doanh nhân người Namibia. Bà từng là giám đốc điều hành của Namdeb, liên doanh khai thác mỏ giữa chính phủ Namibia và công ty De Beers, từ năm 1999. Trước khi làm việc với Namdeb, Zaamwani là quan chức của Bộ Mỏ và Năng lượng Namibia từ 1995-1998.

## Giáo dục
Zaamwani học tại Học viện Liên Hợp Quốc về Namibia (UNIN) ở Zambia từ 1977-1981, khi bà tốt nghiệp với bằng tốt nghiệp trong các nghiên cứu phát triển.
Bà Zaamwani-Kamwi đã được đào tạo về lãnh đạo sau đại học từ Insead, Pháp, UCT và Harvard Business School phối hợp với Đại học Witwatersrand.
Bà Zaamwani-Kamwi là một Luật sư Khai khoáng đạt tiêu chuẩn có bằng Cử nhân (danh dự) của trường Đại học Thames Valley ở Luân Đôn, Thạc sĩ Luật (LLM) của Đại học Dundee, Scotland.

## Nghề nghiệp
Zaamwani bắt đầu sự nghiệp vào năm 1984 với tư cách là một nhân viên dự án trong Hội đồng Phụ nữ của SWAPO ở Lusaka, Zambia. Cô đã có lợi ích trong Air Namibia và Ngân hàng Quốc gia đầu tiên của Namibia Holdings. Zaamwani-Kamwi là Giám đốc điều hành của Namdeb tại De Beers Société Anonyme. Zaamwani-Kamwi là Giám đốc điều hành tại Công ty TNHH Namdeb Diamond (Pty). Zaamwani-Kamwi từng là Ủy viên Mỏ và Giám đốc Mines tại Bộ Mỏ và Năng lượng Namibian.
Cho đến tháng 6 năm 2008, bà là Chủ tịch Phòng Thương mại và Công nghiệp Namibia. Bà từng là Giám đốc điều hành độc lập tại FNB Namibia Holdings Limited từ tháng 1 năm 2000. Bà là Giám đốc Tài nguyên chiết xuất (Namibia) (độc quyền). Bà là Giám đốc tại Công ty TNHH Kim cương Namdeb (Pty) từ ngày 1 tháng 1 năm 1999. Zaamwani-Kamwi là Giám đốc của Extract Resources Ltd. từ ngày 3 tháng 4 năm 2009.
Zaamwani là Giám đốc First National Bank of Namibia Ltd., Namdeb Property (Pty) Ltd., NamGem Diamond Manufacturing (Pty) Ltd., Diamond Board of Namibia, Fishcor and Seaflower Lobster, NOSA Namibia, Zantang Investments (Pty) Ltd. and NABCOA, XNET Trust Fund.
Zaamwani cũng là thành viên của Hội đồng quản trị của các công ty hàng đầu của Namibia, các tổ chức và các tổ chức phi chính phủ. Bà cũng là Giám đốc của Hội đồng UNAM, Quỹ tự nhiên Namibia, Viện Công nghệ và Khai thác mỏ Namibia, Hội đồng Mines, Junior Achievement Namibia, Hội đồng dạy nghề và đào tạo, Phòng Thương mại & Công nghiệp Namibia. Bà là thành viên của xã hội danh dự của Lincolns Inn, Luân Đôn và là thành viên của Trung tâm Lãnh đạo và Giá trị Công cộng của Trường Kinh doanh UCT.